# Cophixalus tridactylus
Cophixalus tridactylus är en groddjursart som beskrevs av Günther 2006. Cophixalus tridactylus ingår i släktet Cophixalus och familjen Microhylidae. IUCN kategoriserar arten globalt som otillräckligt studerad. Inga underarter finns listade i Catalogue of Life.